# Norihiro Yamagishi
Norihiro Yamagishi (山岸 範宏, Yamagishi Norihiro) est un footballeur japonais né le 17 mai 1978. Il évolue au poste de gardien de but.

## Biographie
Norihiro Yamagishi joue aux Urawa Red Diamonds.
Il remporte la Ligue des champions de l'AFC en 2007 avec ce club.

## Palmarès
- Vainqueur de la Ligue des champions de l'AFC en 2007
- Champion du Japon en 2006
- Vainqueur de la Coupe du Japon en 2005 et 2006
- Vainqueur de la Coupe de la Ligue japonaise en 2003
- Finaliste de la Coupe de la Ligue japonaise en 2002 et 2004
- Vainqueur de la Supercoupe du Japon en 2006